# Joel Hanley
Joel Hanley (* 8. Juni 1991 in Keswick, Ontario) ist ein kanadischer Eishockeyspieler, der seit März 2024 bei den Calgary Flames aus der National Hockey League unter Vertrag steht. Zuvor war der Verteidiger über fünf Jahre für die Dallas Stars sowie jeweils kurzzeitig für die Arizona Coyotes und Canadiens de Montréal aktiv.

## Karriere
Hanley verbrachte den Beginn seiner Juniorenzeit in den unterklassigen Juniorenligen seiner Heimatprovinz Ontario, wo er zunächst für die Georgina Ice und später zwei Jahre lang bis zum Sommer 2010 für die Newmarket Hurricanes in der Ontario Junior Hockey League aktiv war. Mit Beginn der Saison 2010/11 wechselte der Verteidiger an die University of Massachusetts Amherst, um in den Vereinigten Staaten sein Studium zu verfolgen. Parallel dazu spielte er für die folgenden vier Jahre für die Universitätsmannschaft in der Hockey East, einer Division im Spielbetrieb der National Collegiate Athletic Association.
Nach Abschluss seines Studiums wurde der ungedraftete Free Agent im März 2014 von den Portland Pirates aus der American Hockey League mittels eines Amateur-Probevertrags bis zum Saisonende verpflichtet. Er kam zu 15 Einsätzen, ehe sein Probevertrag im August desselben Jahres in eine Anstellung für die komplette Spielzeit 2014/15 ausgeweitet wurde. Über die Pirates empfahl sich Hanley bei anderen Teams, und so wurden die Canadiens de Montréal aus der National Hockey League auf den Abwehrspieler aufmerksam. Diese verpflichteten den Free Agent schließlich im Juli 2015 für ein Jahr. Die Franko-Kanadier setzten den Defensivspieler hauptsächlich in der AHL bei ihrem Farmteam, den St. John’s IceCaps, ein. Allerdings debütierte er im Saisonverlauf auch für Montréal in der NHL. Sein auslaufender Vertrag wurde im Juni 2016 vorzeitig um ein weiteres Jahr verlängert. Die folgende Saison verbrachte Hanley weiterhin in St. John’s, gespickt mit vereinzelten Einsätzen bei den Canadiens.
Im Sommer 2017 wechselte der Kanadier – abermals als Free Agent – den Verein. Er schloss sich für ein Spieljahr den Arizona Coyotes an, bei denen er sich aber auch nicht auf Dauer durchsetzen konnte. Neben fünf NHL-Einsätzen standen am Ende der Spielzeit 61 Partien für den Kooperationspartner Tucson Roadrunners zu Buche. Zur Saison 2017/18 wechselte er abermals als vertragsloser Spieler in die Organisation der Dallas Stars, wo er vorerst ebenfalls in der AHL bei den Texas Stars im Kader stand. Mit Dallas allerdings erreichte er in den Playoffs 2020 das Endspiel um den Stanley Cup, unterlag dort jedoch den Tampa Bay Lightning mit 2:4.
Nach etwa fünfeinhalb Jahren bei den Stars wurde er im März 2024, als er über den Waiver in die AHL geschickt werden sollte, von den Calgary Flames verpflichtet.

## Erfolge und Auszeichnungen
- 2009 OJHL Rookie of the Year

## Karrierestatistik
Stand: Ende der Saison 2024/25
(Legende zur Spielerstatistik: Sp oder GP = absolvierte Spiele; T oder G = erzielte Tore; V oder A = erzielte Assists; Pkt oder Pts = erzielte Scorerpunkte; SM oder PIM = erhaltene Strafminuten; +/− = Plus/Minus-Bilanz; PP = erzielte Überzahltore; SH = erzielte Unterzahltore; GW = erzielte Siegtore; 1 Play-downs/Relegation; Kursiv: Statistik nicht vollständig)